# 8021 Волтер
8021 Волтер (8021 Walter) — астероїд головного поясу, відкритий 22 жовтня 1990 року.
Тіссеранів параметр щодо Юпітера — 3,400.